# Residences of College Park South
Residences of College Park sind zwei hohe Wohngebäude in Toronto, Ontario, Kanada. Die Residences bestehen aus zwei Hochhäusern die 155 und 140 Meter hoch sind. Das nördliche Gebäude wurde 2006 fertiggestellt. 2008 folgte das südliche Gebäude. Die Gebäude befinden sich auf der  Bay Street südlich der College Street in der Nähe des Historischen College Park Department Store. Die dritte Bauphase ist angelaufen und beherbergt ein drittes Hochhaus, welches als Aura benannt wurde. Dieses entsteht an der Yonge Street auf dem Gelände. Das Gebäude wird nach Fertigstellung das höchste Wohngebäude in Toronto werden.